# All-Ireland Senior Football Championship 1901
L'All-Ireland Senior Football Championship 1901 fu l'edizione numero 15 del principale torneo di calcio gaelico irlandese. Dublino batté in finale Londra ottenendo il settimo trionfo della sua storia.

## All-Ireland Series
La formula prevedeva una sorta di All-Ireland interno, tra le sole contee irlandesi. La squadra vincitrice avrebbe raggiunto Londra in una finale generale. La fase finale si disputò due anni dopo i tornei provinciali.

### Semifinali
| Dublino 12 aprile 1903 | Dublino | 2-12 – 0-02 | Antrim | Jones' Road |

| Limerick 17 maggio 1903 | Cork | 4-16 – 0-01 | Mayo |  |

### Finali

#### Irlandese
| Tipperary 5 luglio 1903 | Dublino | 1-02 – 0-04 | Cork |  |

#### Generale
| Dublino 2 agosto 1903 | Dublino | 0-14 – 0-02 | Londra | Jones' Road (2000 spett.) |